# David Pièrre Giottino Humbert de Superville

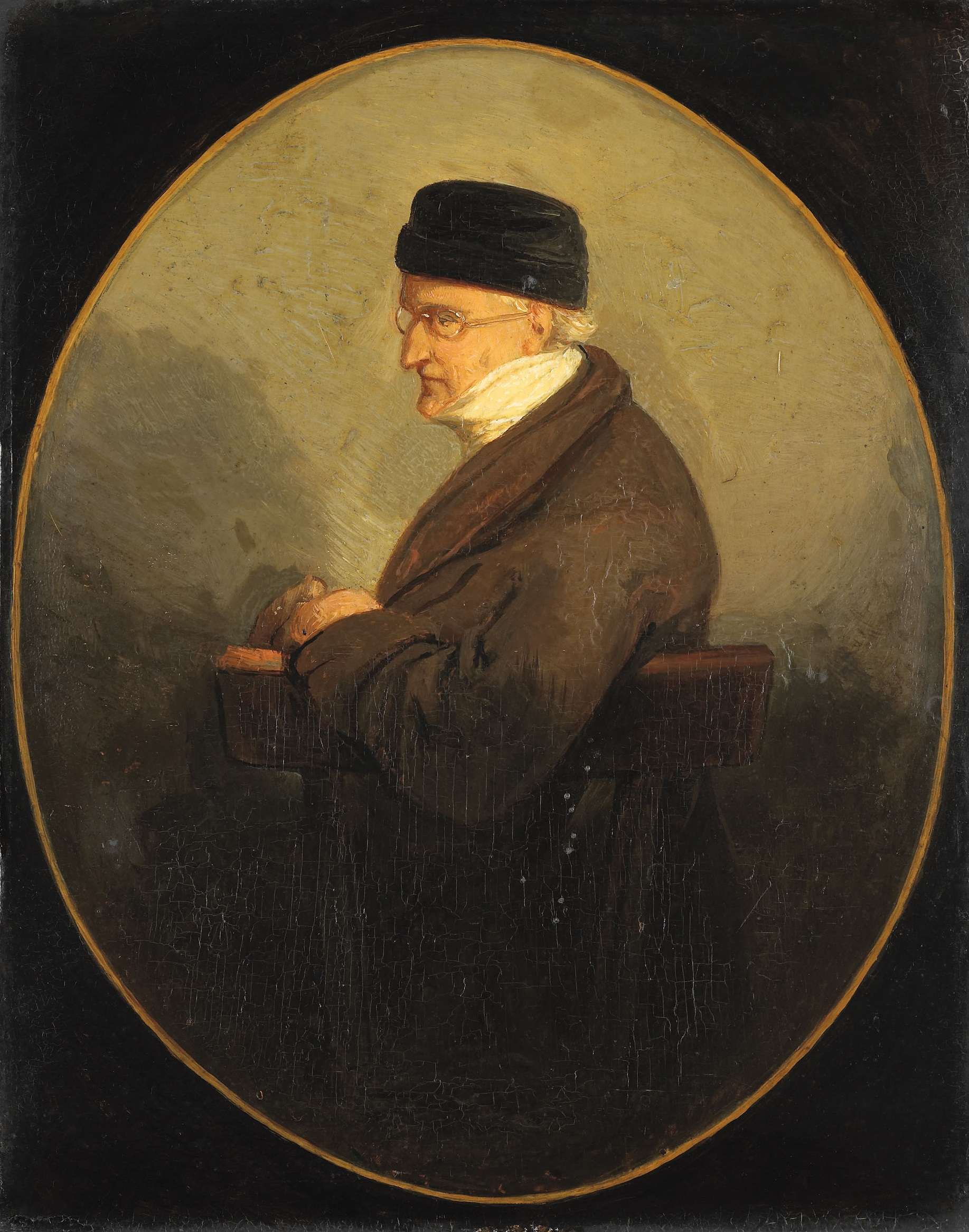
Jacobus Ludovicus Cornet, Ritratto di Humbert de Superville, 1840-1849

David Pièrre Giottino Humbert de Superville (L'Aia, 18 luglio 1770 – Leida, 9 gennaio 1849) è stato un pittore, incisore, scrittore, litografo e museologo olandese.

## Biografia
David Pièrre Giottino Humbert de Superville - conosciuto anche col doppio cognome Humbert de Superville oppure con i nomi abbreviati D. P. G. Humbert de Superville - nacque a L'Aia il 18 luglio 1770 ed era figlio di Jean Humbert, pittore olandese ma di ascendenza svizzero-francese, ed era fratello dell'ingegnere militare e archeologo Jean Emile Humbert che scoprì la perduta città di Cartagine e fu accanito collezionista di antichi reperti fenici, egiziani ed etruschi. Il soprannome Giottino gli fu dato in Italia, per la sua predilezione per Giotto di Bondone. Utilizzò anche il cognome di sua nonna - Emilie de Superville - figlia del teologo e pastore calvinista francese Daniel de Superville (1657-1728), che era riparato nei Paesi Bassi.
Humbert de Superville sposò nel 1788 Elisabeth Paradijs. Ha pubblicato un trattato teorico sull'arte, dai toni visionari e che ebbe influenza sulla pittura simbolista e, in particolare, su Georges Seurat. Visse a Roma, dal 1789 al 1800; lasciò quindi la città per ragioni politiche e dal 1812 si stabilì a Leida, dove ricoprì la carica di direttore dell'Accademia del disegno (1814-1823) e poi del Gabinetto delle stampe (1823-1849).

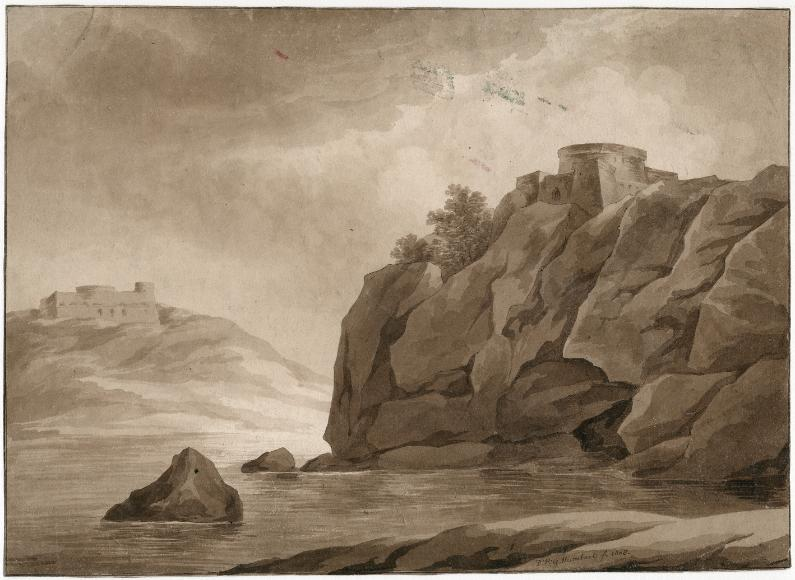
Humbert de Superville, disegno (Leiden University Library)

Ha pubblicato Essai sur les signes inconditionnels dans l'art, Leyde, 1827. Secondo le sue teorie, ad esempio, nella pittura gli occhi e le bocche arcuate verso l'alto conferiscono dinamicità al dipinto. "Più che il colore - scriveva Humbert de Superville - bisogna tener presente la funzione delle linee, che danno all'opera un vigoroso ritmo compositivo".
Il ritratto d'Humbert de Superville (1848), opera di Jacobus Ludovicus Cornet, si trova al Rijksmuseum di Amsterdam.
Sue opere si trovano al Gabinetto dei disegni e delle stampe degli Uffizi e alla Biblioteca dell'Università di Leida.

## Sue opere in mostra
- 1964, Mostra di disegni di D. P. Humbert de Superville, Firenze - Uffizi[1]
- 1975, D. P. G. Humbert de Superville, 1770-1849, Delft - Stedelijk Museum Het Prinsenhof[2]
- 1988, Monpellier - Museo Fabre e Parigi - Instituto Olandese
- 1990, L'Italia nella Rivoluzione 1789 1799, Roma  - Biblioteca Nazionale Centrale di Roma[3]

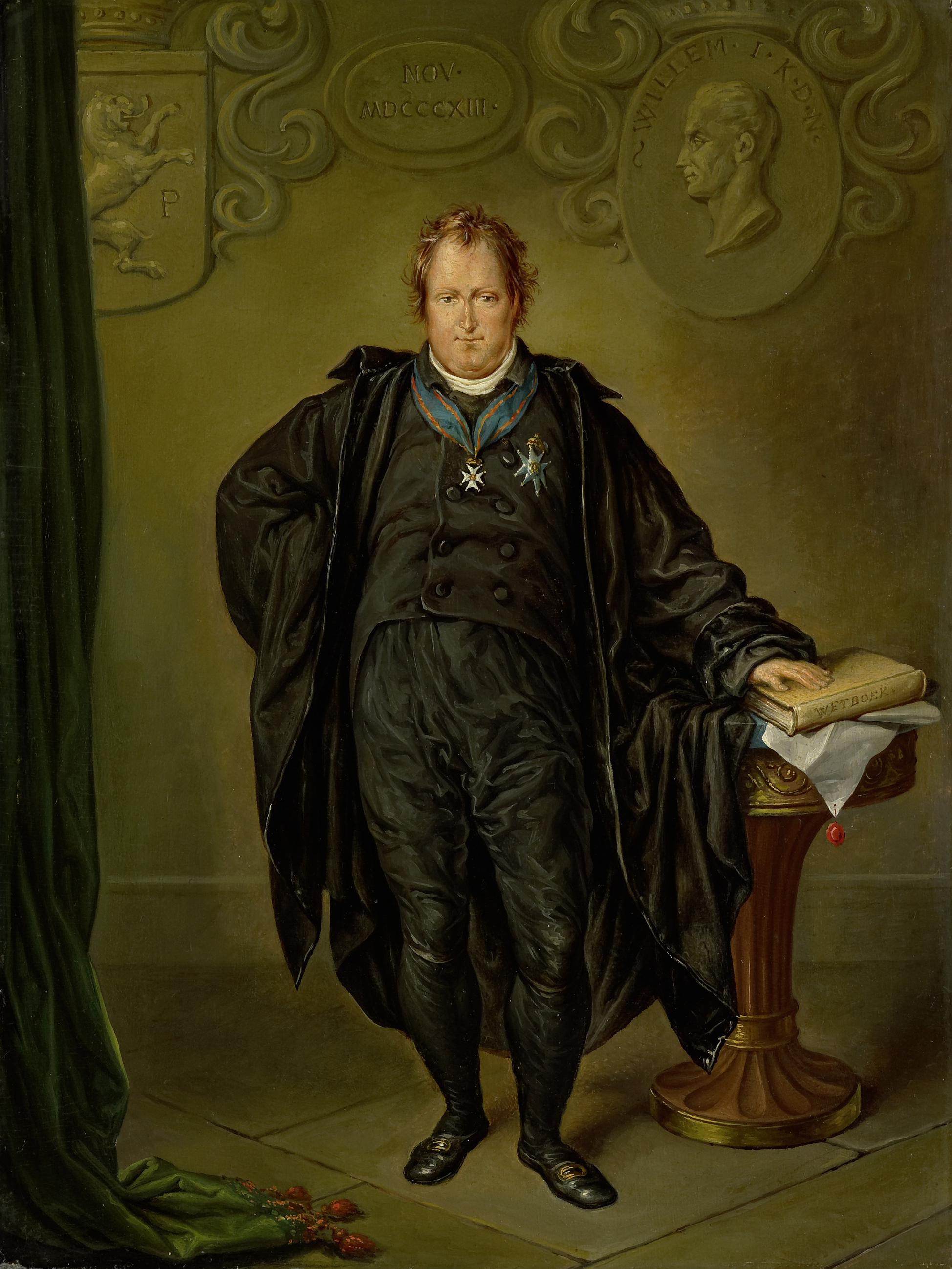
Humbert de Superville, Ritratto di Johan Melchior Kemper (1776-1824, Staatsman Rijksmuseum)

## Scritti
- (FR) Jésus, à Leide, chez l'auteur, 1815, SBN CFIE037199.
- (FR) Essai sur les signes inconditionnels dans l'art, Leyde, 1827.